# Hypaeus flemingi
Hypaeus flemingi is een spinnensoort in de taxonomische indeling van de springspinnen (Salticidae).
Het dier behoort tot het geslacht Hypaeus. De wetenschappelijke naam van de soort werd voor het eerst geldig gepubliceerd in 1943 door Crane.